# Złoto płatkowe

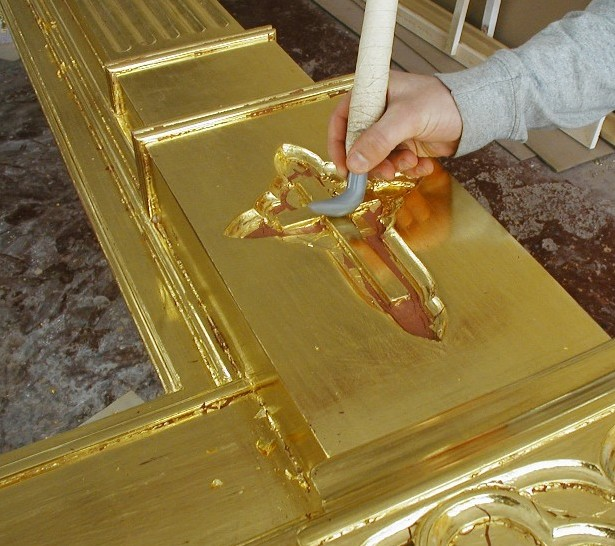
Polerowanie agatem złota płatkowego pokrywającego powierzchnię drewnianego przedmiotu

Złoto płatkowe - cienkie płatki złota, które wytwarzane są w procesie długotrwałego i wieloetapowego kucia (w końcowych etapach obróbki złoto umieszczane jest między warstwami papieru lub pergaminu). Współcześnie uzyskuje się złoto płatkowe o grubości 0,05 μm (kucie ręczne) oraz 0,01 μm (kucie maszynowe). Płatki złota wytwarzane są zwykle w rozmiarze 8x8 cm. Pakowane są w tzw. książeczki zawierające po 25 płatków, natomiast 12 lub 20 książeczek tworzy tzw. książkę lub paczkę. Złoto płatkowe jest najważniejszym materiałem stosowanym w pozłotnictwie. Płatki złota dostępne są w rozmaitych odcieniach, co związane jest ze składem użytego w ich produkcji stopu, w którym obok złota pojawia się miedź, srebro i platyna. Srebro nadaje stopom ze złotem kolor zielonkawy, a miedź – czerwonawy. Obecność domieszek wpływa zwykle na zmniejszenie trwałości połysku powierzchni złoconych, powodując pojawianie się z czasem zmian korozyjnych.
Odmianą złota płatkowego, produkowaną w Japonii jest kinpaku. 
Substytutem złota płatkowego jest tzw. kuty metal, z niem. szlagmetal. Jest on kolorem i połyskiem zbliżony do złota, różni się zaś znacznie większą grubością płatków oraz składem: zazwyczaj są to stopy mosiężne.

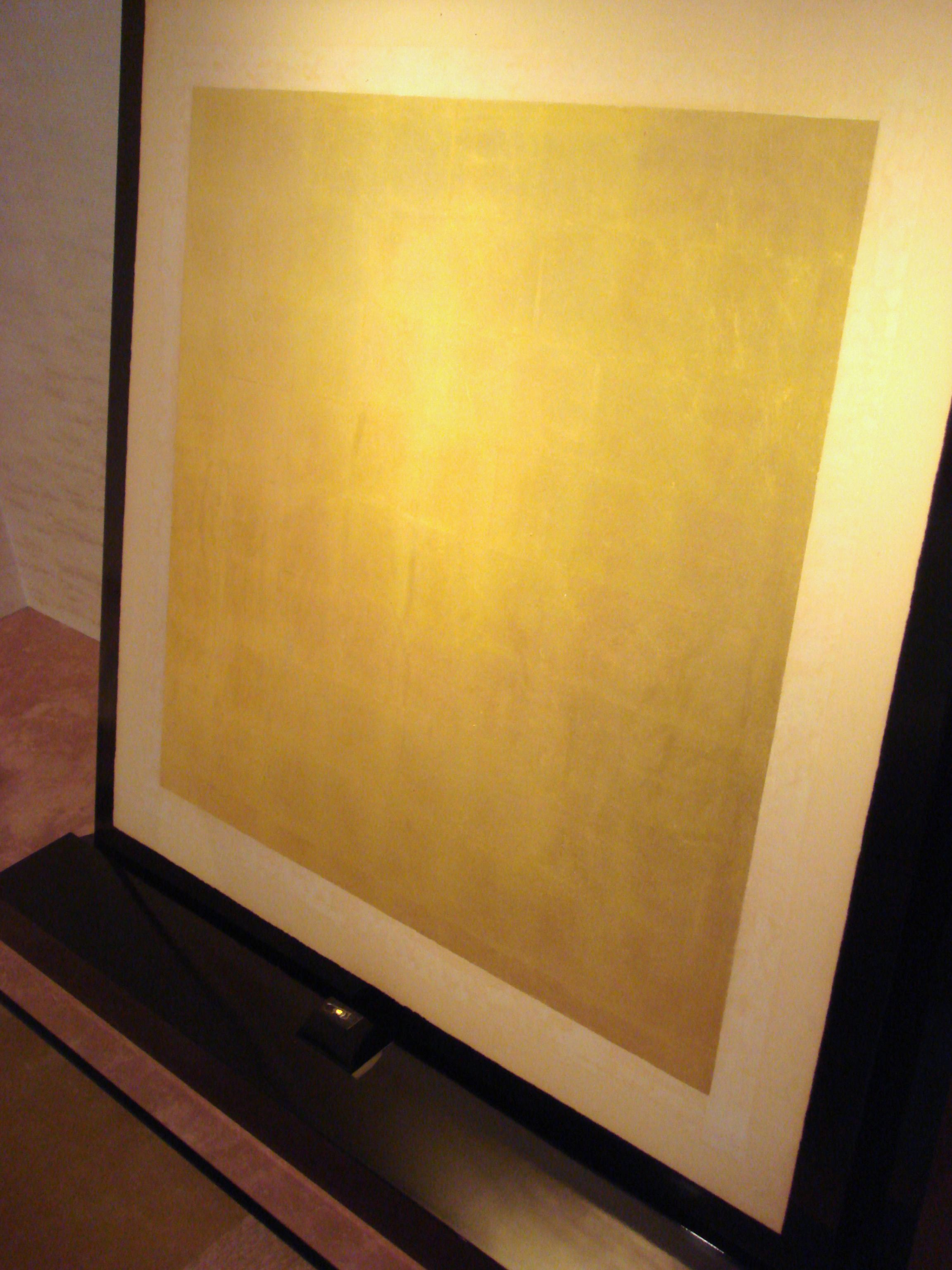
Z bryłki złota o średnicy 5 mm można poprzez kucie otrzymać złotą folię o powierzchni ok. 0,5 metra kwadratowego. Toi museum, Japonia.